# Monastero bizantino dei Figli e Figlie Misericordiosi della Croce
Il monastero dei Figli e Figlie Misericordiosi della Croce era un monastero melkita fondato in Brasile, nella città di Votorantim (San Paolo) dall'archimandrita Theodoro A. C. de Oliveira. Dal gennaio 2015, il monastero si è staccato dalla Chiesa cattolica, entrando nella chiesa anglicana.

## Storia

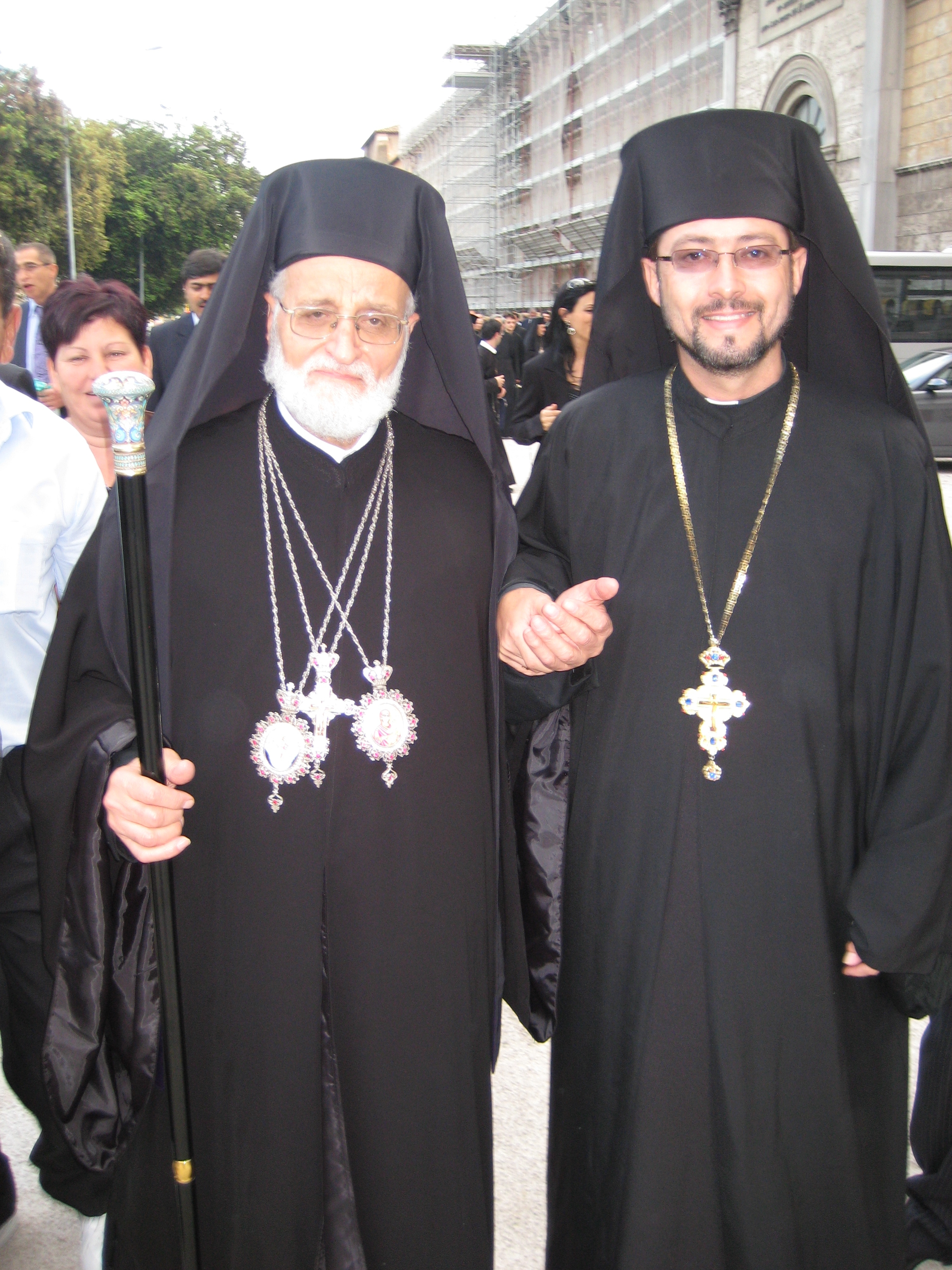
Il fondatore archimandrita Theodoro A.C. de Oliveira (a destra) con l'allora patriarca melchita cattolico Gregorio III a Roma, nel maggio 2008.

Si costituì canonicamente, alla fine degli anni novanta, come monastero eparchiale benedetto dall'arcivescovo Dom Farès Maakaroun.
Le due comunità monastiche condividevano e divulgavano la spiritualità bizantina sotto forma di monachesimo orientale, ma con spirito missionario, poiché sono ben inserite nelle varie aree della realtà pastorale dove si trovano.
Fino al gennaio 2015 celebravano il rito bizantino. Da questa data, il fondatore archimandrita Theodoro A.C. de Oliveira, per dissapori col vescovo Eduardo Benes de Sales Rodrigues, ha lasciato la chiesa cattolica, entrando nella chiesa anglicana. Nel febbraio successivo è stata creata la diocesi anglicana di Votorantim e padre Theodoro è stato ordinato vescovo della stessa chiesa.